# Bodarne, Uddsarvet och Åkre
Bodarne, Uddsarvet och Åkre är en av SCB avgränsad och namnsatt småort i Gustafs socken i Säters kommun, omfattande bebyggelse i de tre sammanväxta byarna.
Bodarne är känt i skrift sedan 1413 ("Biorn i Bodhom" räfsttinget mot Jösse Finnsson). Åkre är känt från 1390-tal ur ett ängsskifte.